# Borșa (Cluj)
Pour les articles homonymes, voir Borșa.
Borșa est une commune de Transylvanie, en Roumanie, dans le județ de Cluj. Elle est composée des villages de Borșa, Borșa-Crestaia, Ciumăfaia, Giula.